# Pedro Castro Nero
Pedro Castro Nero (1541 – 28 de setembro de 1611) foi um prelado católico romano que serviu como arcebispo de Valência (1611), bispo de Segóvia de 1603 a 1611 e bispo de Lugo de 1599 a 1603.